# Aphaniosoma egregium
Aphaniosoma egregium är en tvåvingeart som beskrevs av Ebejer 1998. Aphaniosoma egregium ingår i släktet Aphaniosoma och familjen gulflugor. Inga underarter finns listade i Catalogue of Life.